# 十次史達林突擊

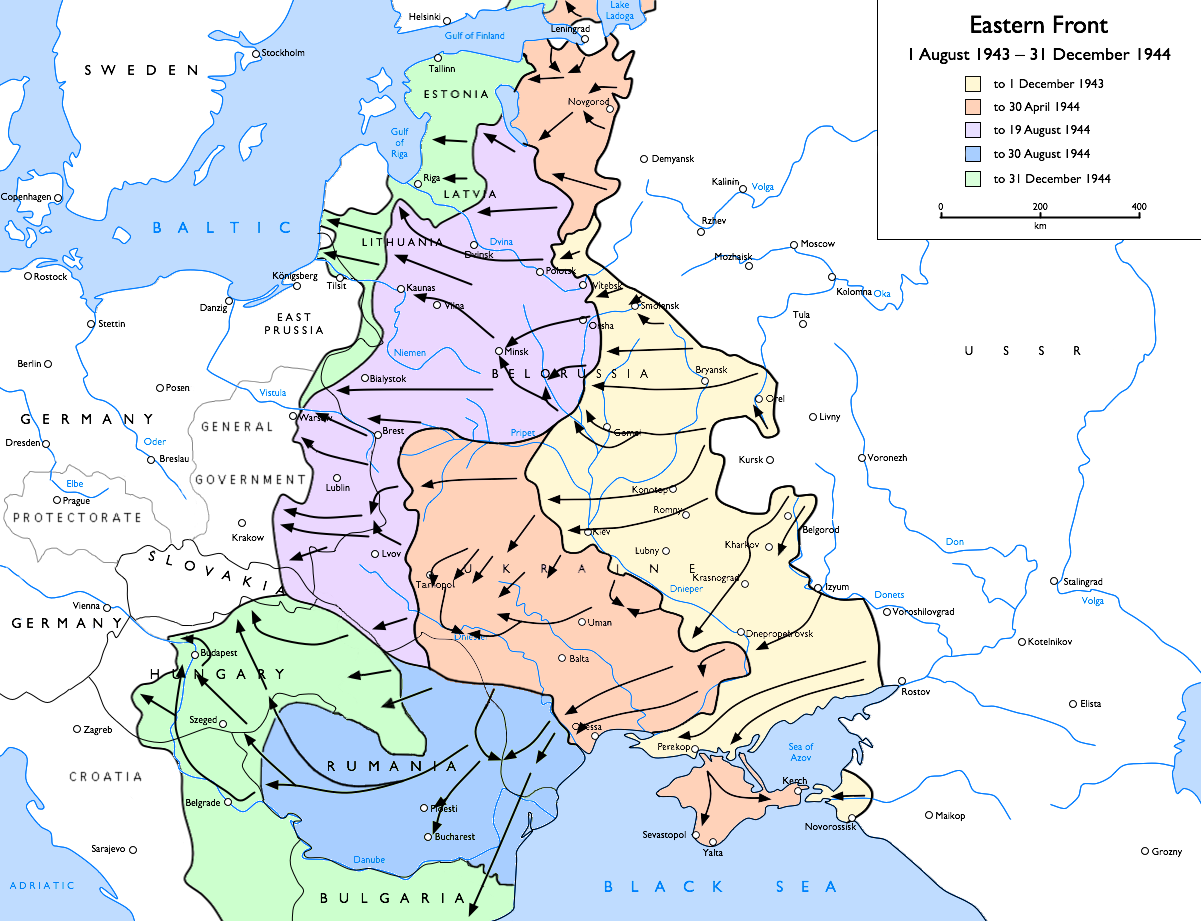
自1943年中至1944年底蘇聯所攻占的領土。

十次史達林突擊（俄語：Десять сталинских ударов），也称十次斯大林打击，简称十次打击，是一個蘇聯史學名詞，指的是第二次世界大戰期間蘇聯紅軍在1944年內所成功實施的十次戰略攻勢。這些攻勢成功地將軸心國勢力從蘇聯的領土驅趕出去，並造成德意志國防軍崩潰。

## 名稱的由來
1944年11月，約瑟夫·史達林在「偉大的十月社會主義革命27週年紀念」（«27-я годовщина Великой Октябрьской социалистической революции»）的演講中首次使用該名詞。這個名詞的出現是當時在蘇聯國內盛行「個人崇拜」的反射，而不是紅軍最高指揮部使用的戰略術語。依照史達林在發表演說隔天所發布的命令，當時對1944年的稱呼是「十二次勝利之年」，史達林並指示在12個城市施放24響禮炮以示慶祝，這些城市包括莫斯科、列寧格勒、基輔、明斯克、彼得羅扎沃茨克、塔林、里加、維爾紐斯、基希涅夫、提比里斯、塞凡堡及利維夫。
尼基塔·赫魯雪夫在他的著名演講《關於個人崇拜及其後果》中公然批鬥史達林，並結束對之的個人崇拜，而該名詞也因此不再被使用。

## 背景
自從德國第6集團軍在史達林格勒投降後，蘇聯的攻勢及1943年库尔斯克会战的結果都顯示了局勢已經倒向了蘇聯這一方。整條戰線上的蘇聯軍隊都已經逐步推進至戰爭爆發前的邊界了。也許是1943年11月3日發布的《元首第51號命令》所致，德軍將大部分的人力及物力都集中到西方戰線上以對抗即將登陸的盟軍部隊，從而導致部署在東方的德軍與同時期的紅軍相比裝備十分落後，不僅支援部隊少得可憐，後備部隊也幾乎用罄。雖然在這號命令中，希特勒暗示他可能願意允許德軍撤退，希望以空間換取時間，但他從來沒有這麼做。上述的情況，再加上希特勒強烈要求德軍不計代價地守住每一寸佔領的土地，使蘇聯對1944年的戰役幾乎是勝券在握。 
| 武器/國家 | 蘇聯      | 軸心國    |
| --------- | --------- | --------- |
| 人員      | 6,500,000 | 4,300,000 |
| 戰車      | 5,600     | 2,300     |
| 野戰炮    | 90,000    | 54,000    |
| 戰機      | 8,800     | 3,000     |

## 十次攻勢

### 第一次攻勢
列寧格勒-大諾夫哥羅德攻勢（1944年1月14日至3月1日）：這次攻勢成功地替自1941年9月8日起被圍的列寧格勒解圍。雖然德軍最初的反抗十分激烈，並建立了多重防禦陣地，依然抵擋不住紅軍的猛攻。德軍防線一崩潰，紅軍便迅速推進至愛沙尼亞邊界。在史達林的演說中，這次攻勢被稱為是「列寧格勒的路障被排除了」。該攻勢是由列寧格勒方面軍及沃爾霍夫方面軍所實施的。

### 第二次攻勢
聶伯河-喀爾巴阡山脈攻勢（1943年12月24日至1944年4月7日）：這場攻勢是在1943年的平安夜發動的，按照時間先後順序是1944年的第一場攻勢，但在史達林的演說中是第二個被提起的。這場攻勢成功地將軸心國勢力逐出烏克蘭，並孤立了仍被德軍控制的克里米亞。在史達林的演說中，該攻勢被稱為「烏克蘭右岸解放行動」。參與作戰的有烏克蘭第1、2、3及第4方面軍，另外還有第1及第2白俄羅斯方面軍。

### 第三次攻勢
敖德薩攻勢（1944年3月26日至4月14日）：是第三場攻勢，並終結於克里米亞攻勢（1944年4月8日至5月12日）。雖然以軍事的角度來說，敖德薩攻勢只是聶伯河-喀爾巴阡山脈攻勢下的一個子行動，但史達林在演說中將它與克里米亞攻勢一同列舉為「敖德薩與克里米亞的解放」。這場攻勢掃除了仍佔據克里米亞的納粹德國與羅馬尼亞軍隊，紅軍並奪回塞凡堡。克里米亞被圍攻時，阿道夫·希特勒拒絕讓軸心國軍隊撤退，並相信只要克里米亞仍在軸心國手中就可以保證土耳其的中立。蘇聯紅軍在皮里柯普地峽上展開攻擊，很快便將德軍與羅馬尼亞軍隊趕回了塞凡堡。塞凡堡也在5月9日時投降。雖然希特勒終於答應讓部隊撤退，大部分的士兵依然無法及時逃脫而被迫投降。該場戰役中羅馬尼亞軍隊承受了相當嚴重的損失，這也是羅馬尼亞稍後於1944年投降的重要因素。敖德薩攻勢是由烏克蘭第4方面軍實施的。

### 第四次攻勢
維堡-彼得羅扎沃茨克攻勢（1944年6月9日至8月9日）：這次攻勢主要是針對列寧格勒北方的芬蘭軍隊，最終戰略目標是要將芬蘭逐出戰爭。該攻勢主要是由列寧格勒方面軍與卡累利阿方面軍實施的。  到了1944年9月19日時，芬蘭接受蘇聯的和平協議並退出戰爭，成為最後一位向盟軍投降的德國盟國。史達林在演說中稱之為「卡累利阿-芬蘭蘇維埃聯邦解放行動」。

### 第五次攻勢
巴格拉基昂行動（1944年6月22日至8月19日）：該行動實行的日期與3年前德國入侵蘇聯的巴巴羅薩行動同一天，並是以一名在拿破崙戰爭中為俄羅斯帝國作戰的喬治亞王子彼得·伊萬諾維奇·巴格拉基昂命名的。這次行動將殘存於蘇聯領土上的德軍徹底驅逐，並奪回白俄羅斯。由於德國中央集團軍遭受的損失極為嚴重，因此經常被稱為「中央集團軍的毀滅」，而也無疑的是德軍在整場戰爭中最大的單一挫敗。蘇軍在越過博布魯伊斯克-莫吉廖夫-維捷布斯克戰線後繼續前進，直到華沙附近才停止。大約有30個德軍師被包圍，蘇聯也重新奪回戰前的東普魯士邊界。史達林在演說中稱之為「白俄羅斯行動，解放了立陶宛及盟友波蘭的重要領土，並向德國邊境前進」。參與行動的有第1波羅的海方面軍，連同第1、第2及第3白俄羅斯方面軍。

### 第六次攻勢
利維夫-桑多梅日攻勢（1944年7月13日至8月29日）：這次攻勢是在同時期巴格拉基昂行動的南方，目標是通過波蘭並越過西布格河。即便該行動一開始收效甚微，但最終的結果相當成功，紅軍重新佔領了布羅迪、利維夫與桑多梅日。史達林稱之為「西烏克蘭的解放及橫渡維斯瓦河」。攻勢是由烏克蘭第1方面軍， 並與巴格拉基昂行動一同造成了德國中央集團軍的崩潰。

### 第七次攻勢
雅西-奇西瑙攻勢（1944年8月19日至10月14日）：這次攻勢包含了自8月20日至29日的雅西-奇西瑙攻勢本身，以及一路持續到10月的後續行動。該攻勢主要是在巴爾幹半島實施的，目標是由德軍與羅馬尼亞軍組成的南烏克蘭集團軍。大約有15到16個德國師連同數個羅馬尼亞師在蘇聯的推進中被包圍，並直接促成了羅馬尼亞與保加利亞的投降。攻勢對南烏克蘭集團軍造成了嚴重傷亡，並使蘇聯勢力得以深入羅馬尼亞。在史達林的演說中，他稱這次攻勢「迫使羅馬尼亞與保加利亞退出戰爭，推進到匈牙利王國邊界，並和德軍和匈牙利在特蘭西瓦尼亞發生衝突並開啟了提供南斯拉夫抵抗運動援助的可能性」。攻勢由烏克蘭第2及第3方面軍執行。

### 第八次攻勢
波羅的海攻勢（1944年9月14日至11月20日）：蘇聯重新佔領波羅的海國家，包括拉脫維亞的大部分及愛沙尼亞。蘇軍在該攻勢中孤立了庫爾蘭口袋，造成北方集團軍與中央集團軍失去聯繫，直到戰爭結束。史達林稱該次行動為「愛沙尼亞與拉脫維亞解放行動，包圍庫爾蘭的德軍，並迫使芬蘭退出戰爭」。列寧格勒方面軍與波羅的海第1、第2及第3方面軍參與了這次攻勢。

### 第九次攻勢
東喀爾巴阡山脈攻勢（1944年9月8日至9月28日）、布達佩斯攻勢（1944年10月29日至1945年2月13日）以及貝爾格勒攻勢（1944年9月14日至11月24日）：這三場攻勢是1944年的最後攻勢，其中布達佩斯攻勢在1945年2月13日佔領了布達佩斯。1944年12月26日，蘇軍開始包圍布達佩斯，並在經歷數週的激烈巷戰後被攻克。這三場攻勢在蘇聯的計畫中是一場連續性的戰略推進，並因為南斯拉夫共產主義者聯盟在攻勢的最後階段加入作戰而具有相當重大的政治意義。史達林稱之為「橫越喀爾巴阡山脈，解放貝爾格勒並對捷克斯洛伐克提供直接援助，同時摧毀了軸心國的布達佩斯集團軍」。這三次攻勢是由烏克蘭第1、2、3及第4方面軍實施的。

### 第十次攻勢
佩察莫-希爾克內斯攻勢（1944年10月7日至29日）：這是第一場也是唯一一場大規模的北極地區軍事行動，起因是德軍並未依照《莫斯科停戰協議》的約定在1944年9月15日之前撤出芬蘭。蘇聯軍隊追趕敗逃的德軍進入挪威，對蘇聯而言行動相當成功。蘇聯在攻勢後佔領了位於佩琴加的鎳礦礦坑，該礦坑一直出產對德國戰爭相當重要的金屬。史達林稱之為「除去德軍對蘇聯北方貨運港摩爾曼斯克的威脅並阻斷了德軍進入挪威的通道」。該攻勢主要是由卡累利阿方面軍執行，亦有蘇聯海軍的支援。

## 註記
1. ↑  . Старые газеты.   [2024-12-26]. （原始内容存档于2015-11-25）.
2. ↑  . ВОЕННАЯ ЛИТЕРАТУРА.   [2024-12-26]. （原始内容存档于2008-05-03）.
3. ↑  Willmott, p. 368
4. ↑  Ziemke, p. 216
5. ↑  Ziemke, p. 217
6. 1 2 3 4 5 6 7 8 9  Pimlott, p. 330
7. ↑  Willmott, p. 369-371
8. ↑  Werth, p. 764
9. ↑  Willmott, p. 372-374
10. 1 2 3 4  Werth, p. 765
11. ↑  Gebhardt, p. 2
12. ↑  Pimlott, p. 343
13. ↑  Pimlott, p. 336
14. 1 2  Pimlott, p. 338
15. ↑  McCarthy, p. 232
16. ↑  Pimlott, p. 341
17. ↑  Willmott, p. 391
18. ↑  Willmott, p. 387